# Vladimir Guerrero Jr.
Vladimir Guerrero Ramos Jr. (Montréal, 16 marzo 1999) è un giocatore di baseball canadese che gioca nel ruolo di prima base per i Toronto Blue Jays della Major League Baseball (MLB).

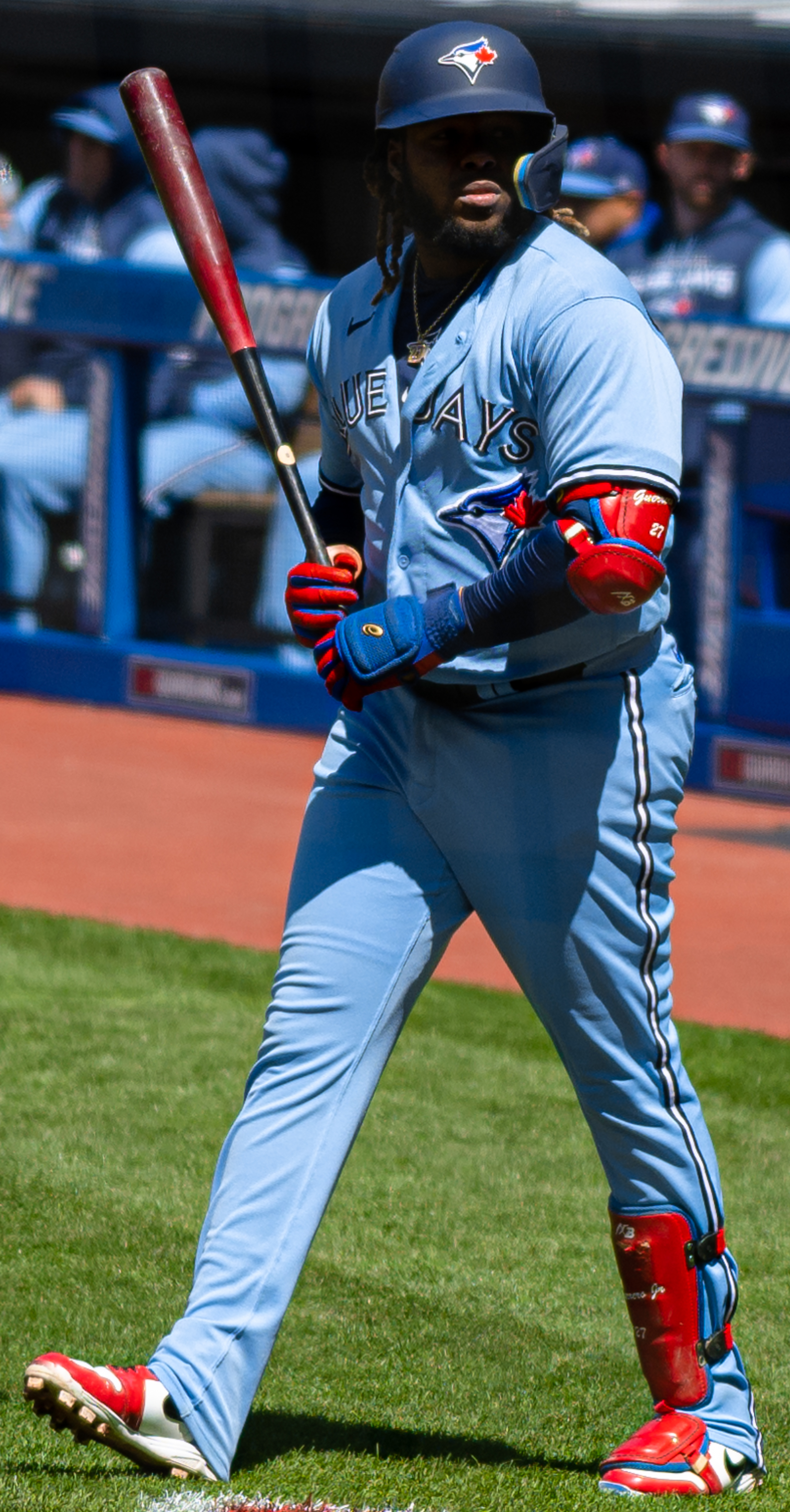
Guerrero Jr. nel 2022

Suo padre è l'ex giocatore di baseball e membro della National Baseball Hall of Fame, Vladimir Guerrero.

## Carriera
Guerrero firmò con i Toronto Blue Jays il 2 luglio 2015 un contratto da 3,9 milioni di dollari, iniziando a giocare l'anno seguente nella classe Rookie della minor league. Nel 2017 giocò nella classe A e nella A-avanzata, e nel 2018 nella Doppia-A e nella Tripla-A. Il 24 aprile 2019 i Blue Jays annunciarono che Guerrero sarebbe stato richiamato da Buffalo (tripla A) due giorni dopo. 

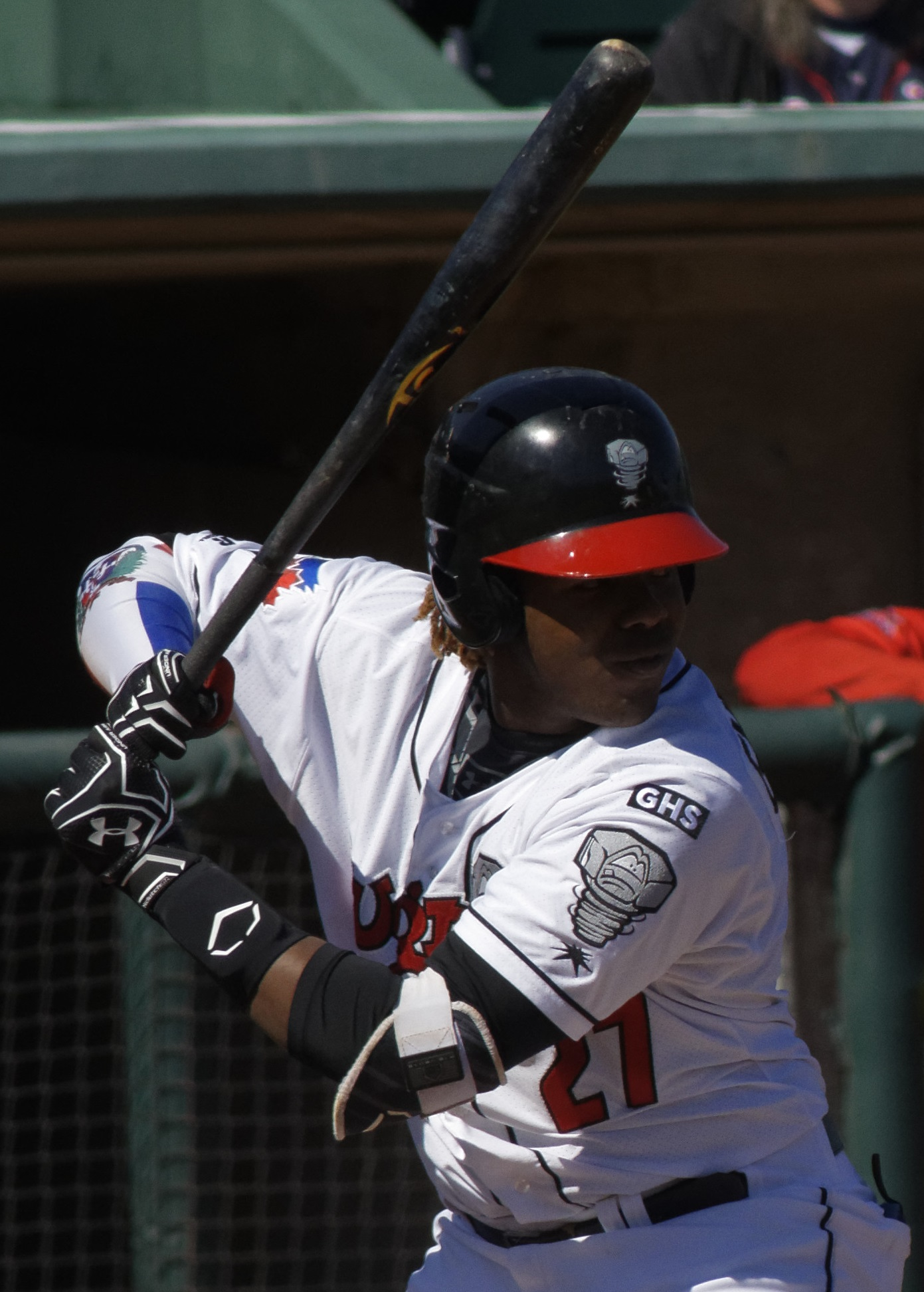
Guerrero Jr. nel 2017

Debuttò nella MLB il 26 aprile 2019, al Rogers Centre di Toronto contro gli Oakland Athletics. Non colpì la palla per i primi tre turni, prima di battere un doppio nella parte bassa del nono inning, uscendo poi per fare spazio a un sostituto corridore. L'11 maggio disputò la prima partita con più di una valida, raggiungendo le basi per quattro volte.
Il 14 maggio, contro i San Francisco Giants ad Oracle Park, Guerrero batté il suo primo fuoricampo su lancio di Nick Vincent. Fu il più giovane giocatore della storia dei Blue Jays a riuscirvi, migliorando il record di Danny Ainge del 1977. Nello stesso mese batté 4 fuoricampo in una serie di sei partite, venendo premiato come giocatore della settimana dell'American League.

## Palmares
- MLB All-Star: 4

2021, 2022, 2023, 2024
- MVP dell'All-Star Game: 1

2021
- Silver Slugger Award: 1

2021
- Capoclassifica dell'AL in fuoricampo: 1

2021 (48)
- Giocatore della settimana: 3

AL: 19 maggio e 4 agosto 2019, 27 giugno 2021
- Vincitore dell'Home Run Derby: 1

2023
- Guanto d'oro: 1

2022